# Brian Thompson
Brian Earl Thompson (Ellensburg, Washington; 28 de agosto de 1959) es un actor, director y escritor estadounidense.

## Primeros años
Brian Thompson, como hijo de dos maestros y el segundo de seis hermanos, aprendió de ellos el valor del atletismo y de lo académico. Su interés en la actuación se despertó por primera vez durante su último año de secundaria. Desde entonces audicionó en silencio en la Universidad de Washington para cada obra disponible que podía encontrar. Después de graduarse allí en gestión empresarial e ingeniería, él empezó su carrera como actor en California y se graduó allí como tal.

## Carrera
Thompson tuvo su primer papel en el cortometraje Firefight, dirigido por Sheldon Lettich en 1983. Después interpretó a uno de los punks que mueren a manos del actor austriaco Arnold Schwarzenegger al principio de The Terminator. Su tercer papel fue como Night Slasher, el líder de una secta de asesinos en la película Cobra junto a la estrella de acción Sylvester Stallone en 1986. En 1988, Thompson apareció como un devorador de cadáveres en la película de terror Fright Night II y también apareció como Russel en la película de acción de 1990 Lionheart, y como Buffalo Bob en la comedia de 2001 Joe Dirt, protagonizada por David Spade. En Hired To Kill su personaje tenía como objetivo matar a Oliver Reed.
También ha aparecido en una amplia variedad de programas de televisión, entre ellos siete temporadas de The X-Files (como un cazador de recompensas extraterrestre), el episodio piloto de Buffy the Vampire Slayer, Welcome to the Hellmouth y Harvest, como Luke, discípulo del Maestro, y también como juez en dos episodios de la segunda temporada de Sorpresa e Inocencia, "Kindred: The Embraced" (como Eddie Fiori, el líder del clan Brujah) y "Charmed" (ya que tanto la guerra de los Cuatro Jinetes del Apocalipsis y el Titán Cronos). Thompson también ha aparecido en Hercules: The Legendary Journeys (como el godo señor de la guerra), así como el propio Hércules en Jason y los argonautas. Ha aparecido en la franquicia Star Trek en las series Star Trek: Enterprise (como el almirante romulano Valdore), Star Trek: The Next Generation, Star Trek: Espacio Profundo Nueve, y en la película Star Trek Generations. Interpretó a Tenctonese Trent Porter en la película Alien Nation. También apareció en la película inspirada en el videojuego Mortal Kombat Mortal Kombat: Aniquilación, inspirada en el videojuego Mortal Kombat, como el emperador Shao Kahn, y en la serie de televisión Birds of Prey como el rastreador en el episodio 7, "Split".
Actualmente vive en Los Ángeles y recientemente ha producido la comedia Action Hero, de la que también es protagonista, director y guionista.

## Filmografía
- 2014: The Extendables.... Vardell Duseldorfer
- 2011: The Arcadian.... Agmundr
- 2011: Dark Games.... Detective Joe Grimes
- 2010: Action Hero.... Vardell Duseldorfer
- 2010: Whatdogsee (cortometraje).... Novio intimidador
- 2010: Dawn of Darkness.... voz
- 2009: Chuck TV.... Cliff (1 episodio)
- 2009: Emissary TV
- 2009: Dragonquest (vídeo).... Kirill
- 2007: El último justo.... Shein
- 2007: Flight of the Living Dead: Outbreak on a Plane.... Kevin
- 2007: Lesser of Three Evils.... Max
- 2006: The Tillamook Treasure.... Jimmy Kimbell
- 2005: Enterprise TV....Almirante Valdore (3 episodios)
- 2004: NCIS TV.... Master Chief P.O. Vince Nutter (1 episodio)
- 2003: Karen Sisco TV.... Compañero de celda de McLeod (1 episodio)
- 2000-2003: Charmed TV.... Cronus / Guerra (3 episodios)
- 2002: Birds of Prey TV.... episodio "The Crawle"
- 2003: Epoch: Evolution.... Tower
- 2001: The Order.... Cyrus Jacob
- 2001: Epoch.... Capitán Tower
- 2001: Joe Dirt.... Buffalo Bob
- 2000: If Tomorrow Comes
- 1993: Key West
- 1995-2000: The X Files TV.... Cazador de recompensas alienígena
- 1998: NYPD Blue TV .... Todd
- 1997: Mortal Kombat: Aniquilación.... Shao Kahn
- 1997: The Guardian.... Chester Calvado
- 1997: Buffy, la cazavampiros TV .... Luke / El juez
- 1995: Hercules: The Legendary Journeys TV.... Goth el bárbaro (1 episodio)
- 1996: Weird Science TV....  Blitzkriegar (1 episodio)
- 1996: Kindred: The Embraced.... Eddie Fiori
- 1996: Corazón de Dragón.... Brok
- 1996: Kindred: The Embraced TV.... Eddie Fiori
- 1994: Star Trek: Generations.... Klingon Helm
- 1993: The Naked Truth.... Bruno
- 1993: Key West.... Sheriff Cody
- 1992: Doctor Mordrid.... Kabal
- 1991: ¡Qué asco de vida!.... Victor el malo
- 1990: Hired to Kill.... Frank Ryan
- 1990: Lionheart.... Russell
- 1990: Killer Team.... Niko Mastorakis
- 1990: Moon 44.... Jake O’Neal
- 1988: 70 minutos para huir.... Piloto de helicóptero
- 1988: Fright Night 2.... Bozworth, un devorador de cadáveres
- 1988: Alien Nation.... Trent Porter
- 1987: You Talkin' to Me?.... James
- 1987: Commando Squad.... Clint Jensen
- 1987: Catch the Heat.... Danny Boy
- 1987: Werewolf.... Nicholas Remy
- 1986: Three Amigos!.... uno de los amigos del Alemán
- 1986: Cobra.... Night Slasher
- 1984: Fatal Vision.... Teniente Harrison
- 1984: Terminator.... Punk #2 (sin acreditar)